# Thymol
Thymol (též známý jako isopropylmethylfenol, IPMP, isopropyl-m-kresol nebo hydroxycymen), je monoterpenový fenolový derivát cymenu, C10H14OH, izomerický s karvakrolem a obsažený v silici tymiánu. Extrahuje se jako bílá krystalická látka příjemné vůně a silných antiseptických vlastností. Ve vodě se thymol rozpouští jen mírně, je však výborně rozpustný v alkoholech a jiných organických rozpouštědlech.

## Historie
Starověcí Egypťané používali thymol a karvakrol ve formě získávané z tymiánu (patřícího do čeledi hluchavkovitých), a to kvůli jejich schopnosti konzervovat mumie. Thymol a karvakrol jsou nyní známy schopností ničit bakterie a houby, což činí tymián vhodný pro takové účely.
Krystalickou látku thymol objevil Caspar Neumann v roce 1719 a v čisté formě ji syntetizoval v roce 1842 M. Lallemand, který ji charakterizoval pomocí elementární chemické analýzy. Takto byl schopen najít správný poměr uhlíku, vodíku a kyslíku ke vzniku molekul thymolu. Chemii této látky studoval i Friedrich Ferdinand Runge. Alain Thozet a M. Perrin poprvé publikovali analýzu krystalové struktury s přesným určením strukturálních atomů.

## Použití
Thymol je antiseptikum s 25× vyšší účinností než fenol, silné účinky se projevují už ve zředění 1:3 000. Oproti fenolu neleptá (způsobuje jen menší lokální podráždění), neřadí se mezi karcinogeny a vlivem nižší rozpustnosti ve vodě je méně jedovatý než zmíněný fenol nebo kresol. Účinky jsou podobné jako u karvakrolu, který je však také toxičtější.
Thymol nachází užitečné uplatnění při likvidaci parazita způsobujícího varoázu u včelích kolonií. Používá se i knihařství: před novým svázání lze knihy poškozené plísní zatavit do pytlů s krystaly thymolu; vyhubí se tím spory. Thymol lze používat v alkoholových roztocích a v zásypech pro léčbu kožních mykóz (tinea, serpigo). Používá se i jako konzervant v halotanu (anestetiku) a jako antiseptikum v ústních vodách.
Rostliny Monarda fistulosa a Monarda didyma jsou přírodními zdroji thymolu a primární aktivní složkou moderních komerčních ústních vod. Původní američtí indiáni Černonožci znali silné antiseptické účinky těchto rostlin a používali je jako obklady na kožní infekce a drobná zranění. Čaj z uvedených rostlin se také používal k léčbě infekcí v ústech a krku, způsobených zubním kazem a gingivitidou.
Poslední lékařské výzkumy na potkanech shrnují, že „extrakt z tymiánu má relaxační účinky na orgány disponující β2-receptory (děloha a průdušnice)“.
Ve zprávě z roku 1994, vydané pěti výrobci cigaret, byl thymol přidán na seznam jako jedno z 599 aditiv do cigaret. Bylo řečeno, že se přidává kvůli zlepšení chuti cigaret, ale jak je zmíněno výše, uvolňuje průdušnici.
Existují také důkazy podporující názor, že thymol podávaný dvakrát až třikrát denně může odstranit určité druhy houbových infekcí, které postihují nehty na prstech rukou a nohou člověka. Pravidelná aplikace na postižený nehet po dobu přibližně tří měsíců odstranila potíže účinnou prevencí dalšího rozvoje onemocnění. Jednoduchým stříháním nehtu jako obvykle se nakonec odstraní veškerý infikovaný materiál.[zdroj⁠?!]

## Biologická aktivita
Thymol vykazuje aktivitu vzhledem ke GABA, mechanismus účinku je podobný jako jiných depresiv, například sekobarbitalu, metakvalonu a diazepamu. Má velkou podobnost se široce používaným anestetikem propofolem (2,6-diisopropylfenolem). Protože je méně potentní, může být potenciálně zneužíván podobně jako běžnější depresory. Propofol je extrémně nebezpečný, protože má velmi strmou křivku odezvy na dávkování a vysokou potenci. Bývá často zneužíván anesteziology a sestrami, mnohdy se smrtelnými následky. Vzhledem k tomu, že je thymol méně potentní a má bezpečnější křivku odezvy na dávkování, může být snadněji zneužíván v podobě legálních depresiv. Protože propofol není na seznamu sledovaných látek, nepatří thymol v USA a Velké Británii mezi kontrolované látky ani jejich analogy. Vzhledem k široké dostupnosti v potravinářských výrobcích je prakticky nemožné ho dostat pod kontrolu.

## Výskyt v přírodě
Thymol je přirozeně obsažen v některých rostlinách (především z čeledi hluchavkovitých). Z domácích to jsou:
- Mateřídouška úzkolistá
- Mateřídouška vejčitá
- Tymián obecný
- Dobromysl obecná (až 0,4 % silice, z toho až 50 % thymol)[3]

V zahraničí jsou pro obsah thymolu využívány zástupci rodu zavinutka (Monarda), především zavinutka podvojná (Monarda didyma) a Monarda fistulosa. Obě rostliny lze úspěšně pěstovat i v našich klimatických podmínkách.